# Igreja da Misericórdia de Constância
A Igreja da Misericórdia de Constância, ou Igreja da Santa Casa da Misericórdia de Constância, é uma igreja localizada em Constância, Distrito de Santarém, Portugal.
A igreja está classificada como Imóvel de Interesse Público desde 1978.

## Historial
Em 1580 os irmãos da Irmandade da Misericória adquiriram um terreno para a edificação de uma igreja própria, em articulação com a construção de um novo hospital no espaço anexo (demolido em 1960). As obras de edificação prolongaram-se pela segunda metade do século XVII.
De pequenas dimensões, esta Igreja é um templo maneirista, com planimetria longitudinal e espaço interior único, tal como muitos outros templos de Misericórdia da época. A fachada apresenta ao centro um portal (datado de 1696) de moldura retangular, ladeado por pilastras e encimado por arquitrave com pináculos onde assenta um nicho onde foi inserida a imagem da Virgem. O interior do templo é totalmente revestido com painéis de azulejos seiscentistas de padrões geométricos, azuis e amarelos. Ao longo da nave foram colocadas seis telas alusivas à Vida de Cristo. Destaque-se ainda o retábulo-mor, de talha dourada de estilo nacional, acima do qual foi colocada a pedra de armas de D. Pedro II.
A Igreja da Misericórdia serviu de matriz à vila de Constância entre os anos de 1811 e 1822, visto a sede da paróquia, o templo de São Julião, ter sido destruído durante as Invasões Francesas. Entre 1941 e 1960 este templo esteve fechado ao culto devido aos danos provocados pelas cheias.

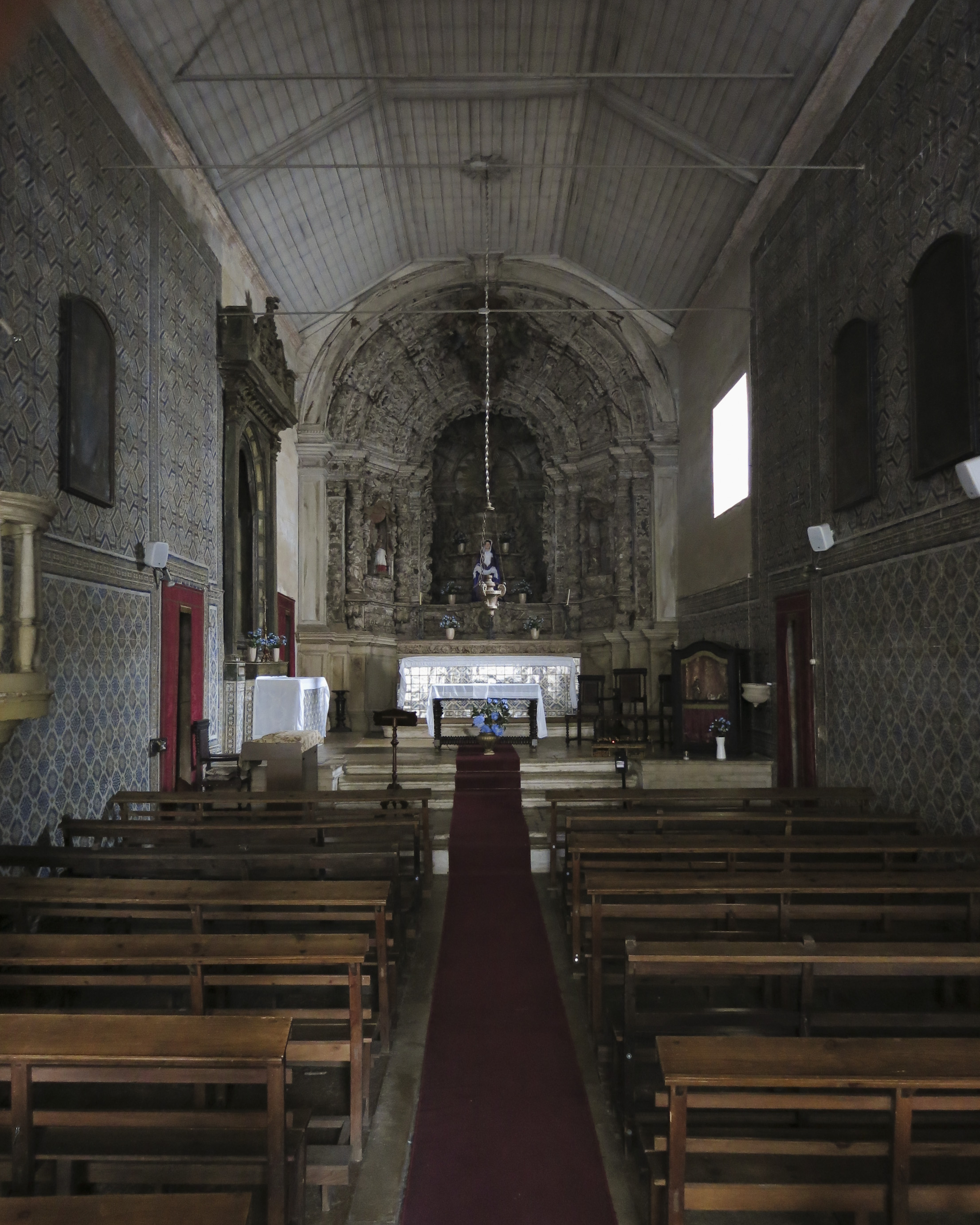
Interior da Igreja
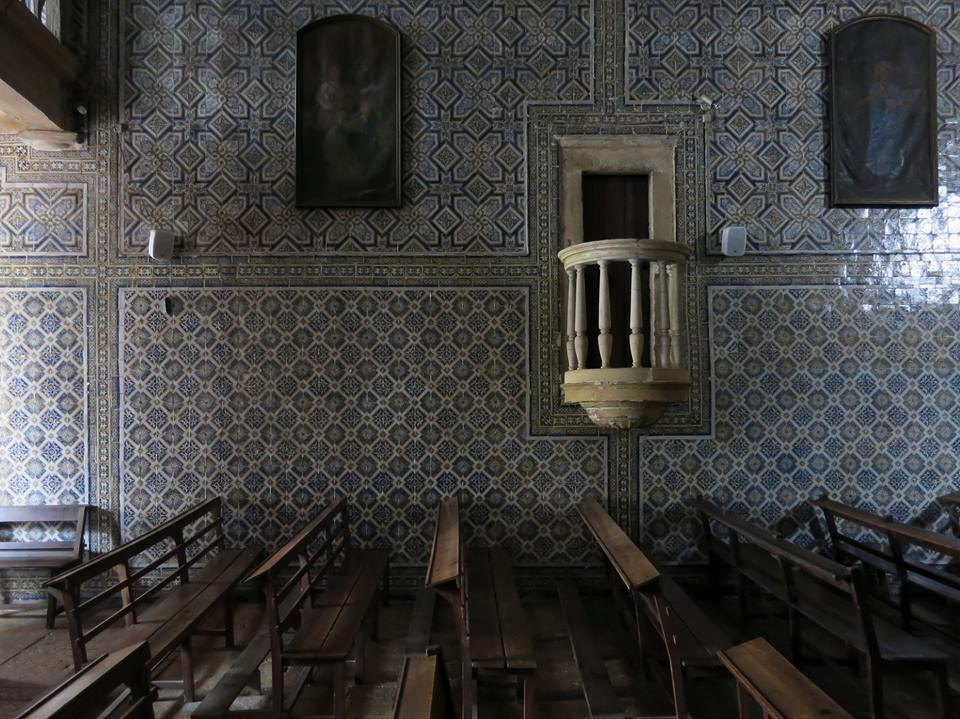
Interior da Igreja